# زالاسنت‌میهای
زالاسنت‌میهای (به مجاری:  Zalaszentmihály) یک منطقهٔ مسکونی در مجارستان است که در زالا واقع شده‌است.